# برايان كينسلا
برايان كينسلا هو لاعب هوكي الجليد كندي، ولد في 11 فبراير 1954 في باري في كندا، وتوفي في 14 أكتوبر 2018 في فورت مايرز في الولايات المتحدة.

## وصلات خارجية
- برايان كينسلا على موقع دوري الهوكي الوطني (الإنجليزية)
- برايان كينسلا على موقع قاعة مشاهير الهوكي (لاعب أن.إتش.أل) (الإنجليزية)
- برايان كينسلا على موقع EliteProspects.com (الإنجليزية)
- برايان كينسلا على موقع HockeyDB.com (الإنجليزية)
- برايان كينسلا على موقع Hockey-Reference.com (الإنجليزية)